# Zumba Fitness 2
Zumba Fitness 2 è un videogioco sviluppato dalla Zoë Mode e pubblicato dalla Majesco Entertainment, e basato sul programma di allenamento Zumba. È il sequel di Zumba Fitness ed è stato reso disponibile per Wii nel novembre 2011, e per Xbox 360 nel febbraio 2012 con il titolo Zumba Fitness Rush.

## Modalità di gioco
I giocatori possono imparare e perfezionare nove diversi stili di danza: Reggaeton, Merengue, Salsa, Cumbia, Hip hop, Mambo, Rumba, Flamenco e Calypso come che nuove coreografie come Axe, Indian, Latin Pop, Bellydance e Pasodoble, guidate dal creatore della Zumba Beto e dagli istruttori Gina Grant e Tanya Beardsley. Le nuove caratteristiche del gioco includono un conteggio delle calorie, un gameplay rinnovato, e le rappresentazioni grafiche degli istruttori.

## Colonna sonora
Il gioco utilizza nella propria colonna sonora alcuni brani di artisti celebri come Pause di Pitbull, Poison di Nicole Scherzinger e We No Speak Americano di Yolanda Be Cool & DCUP.